# Eacles
Genre
Le genre Eacles regroupe des lépidoptères (papillons) appartenant à la famille des Saturniidae, à la sous-famille des Ceratocampinae. Il comprend 6 espèces.

## Liste des espèces
- Eacles adoxa Jordan, 1910.
- Eacles callopteris Rothschild, 1907.
- Eacles imperialis Drury, 1773.
- Eacles masoni Schaus, 1896.
- Eacles ormondei Schaus, 1889.
- Eacles penelope (Cramer, 1775).